# François de La Rocque

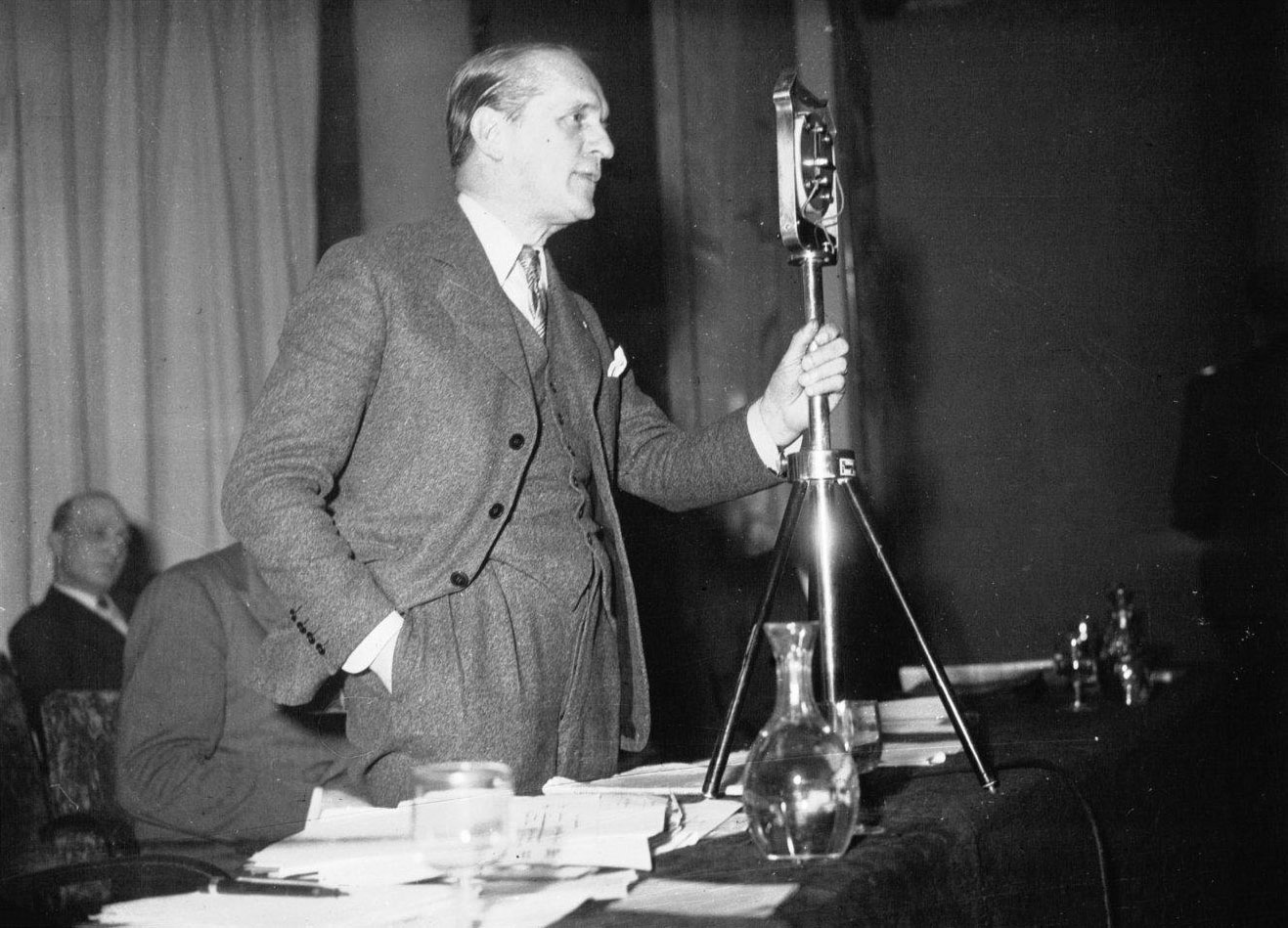
François de La Rocque (1936)

François de La Rocque (* 6. Oktober 1885 in Lorient, Département Morbihan; † 28. April 1946 in Paris) war ein französischer Soldat und nationalistischer Politiker. 1930–1936 war er Führer der rechtsextremen Veteranenorganisation Croix de Feu, die er 1936 in die moderatere Parti social français umwandelte, die zu einer rechten Massenpartei wurde. Ihre historische Bedeutung ist in der Forschung umstritten.

## Herkunft und frühe Lebensjahre
La Rocque wurde in der bretonischen Hafenstadt Lorient in der Bretagne als Sohn von General Raymond de La Rocque und Anne Sollier geboren. Sein Vater Raymond, der ursprünglich aus der Auvergne stammte, diente in der Marinebasis als Artilleriekommandeur.
La Rocque trat 1905 der Militärakademie Saint-Cyr bei und graduierte dort 1907 als Teil des Jahrgangs Promotion la Dernière du Vieux Bahut. Er wurde nach Algerien an den Rand der Sahara und 1912 nach Lunéville versetzt. 1913 wurde er von General Lyautey nach Marokko abkommandiert und blieb dort trotz Ausbruch des Ersten Weltkrieges bis 1916 als Offizier für Eingeborenenfragen (questions indigènes). Obwohl sein älterer Bruder Raymond 1915 gefallen war, diente er freiwillig an der Westfront und kämpfte 1916 in den Schützengräben an der Somme.
Nach Kriegsende wurde er dem Stab von General Foch zugeteilt und ging 1921 mit der Militärmission von General Weygand nach Polen. 1925 diente er in Marschall Pétains Kampagne im Rifkrieg gegen den Aufstand des Abd el-Krim. 1927 schied er im Rang eines Oberstleutnants aus der Armee aus.

## Croix de Feuund die Krise des 6. Februar 1934
La Rocque war von einem patriotischen und sozialen Katholizismus beeinflusst, wie er Ende des 19. Jahrhunderts u. a. von Félicité de Lamennais vertreten worden war. 1929, zwei Jahre nach ihrer Gründung, trat er der Croix de Feu („Feuerkreuz“), einer Vereinigung von Veteranen des Ersten Weltkrieges, bei, 1930 wurde er deren Vorsitzender. Er baute in kurzer Zeit die Organisation der Vereinigung um, schuf eine paramilitärische Organisation (les dispos, kurz für les disponibles, die „Einsatzbereiten“) und gründete eine Jugendorganisation (les fils et filles de Croix de Feu), außerdem wurden die Volontaires nationaux als Vorfeldorganisation gegründet. Croix de Feu wurde damit zu einem schlagkräftigen und einflussreichen politischen Akteur. Aufgrund der wirtschaftlichen Krise entwarf er neben der nationalistischen Ideologie, die sich vor allem gegen den Kriegsgegner Deutschland richtete, ein protektionistisches Wirtschaftsprogramm. Dieses sah u. a. den Schutz der französischen Volkswirtschaft gegen ausländische Konkurrenz, Schutz der französischen Arbeitnehmer gegen Konkurrenz durch Einwanderer, niedrigere Steuern, den Kampf gegen Spekulation und einen geringeren Einfluss des Staates auf die Wirtschaft vor. Das Programm war bewusst vage gehalten und La Rocque wehrte sich gegen eine eindeutig antirepublikanische und faschistische Ausrichtung, wie sie einige Mitglieder verlangten.
La Rocque konzentrierte sich darauf, Militärparaden zu organisieren und war sehr stolz darauf, dass am Vorabend des 6. Februar 1934 das Innenministerium von zwei Einheiten der Croix de Feu besetzt wurde. An diesem Tag kam es in Paris zu einer Demonstration zahlreicher rechtsgerichteter Gruppierungen gegen die Regierung von Édouard Daladier, die gewaltsam eskalierten und von der Linken als faschistischer Putschversuch eingestuft wurde. Croix de Feu nahm mit zwei Abordnungen an diesem Aufmarsch teil, La Rocque ordnete aber die Auflösung der Demonstration an, als die anderen Gruppen auf der Place de la Concorde vor dem Palais Bourbon, dem Innenministerium, gewalttätig wurden. Deshalb wurde ihm von anderen Vertretern der extremen Rechten vorgeworfen, nicht konsequent genug gewesen zu sein und nicht den Sturz der republikanischen Regierung unternommen zu haben.

## DieParti Social Françaisund die Besatzungszeit
1936 wurde Croix de Feu wie alle anderen Veteranenverbände von der linksgerichteten Volksfrontregierung aufgelöst und La Rocque gründete die Parti social français, die bis 1940 bestehen blieb. Die PSF nahm bis 1940 eine moderatere Position an und versuchte eine Annäherung an die bürgerlichen rechten Parteien wie die Indépendants radicaux. Sie war nationalistisch und anti-parlamentarisch, aber nicht offen faschistisch. Sie forderte unter anderem eine starke Präsidialregierung, um die vermeintliche Schwäche des parlamentarischen Systems zu überwinden, ein auf „organisierten Berufsgruppen“ aufbauendes Wirtschaftssystem (Korporatismus bzw. Ständestaat) und eine staatliche Sozialgesetzgebung auf Basis der katholischen Soziallehre. Auf diese Weise wurde sie zur ersten rechten Massenbewegung Frankreichs (1936 etwa 600.000 Mitglieder, 1940 800.000) und in den Parlamentswahlen 1940 wurde ihr Durchbruch erwartet.
Nach der militärischen Niederlage Frankreichs gegen die deutsche Wehrmacht akzeptierte La Rocque „ohne Einschränkungen“ die Bedingungen des Waffenstillstands vom Juni 1940 und organisierte die PSF neu als Progrès Social Français. La Rocque akzeptierte auch die „Prinzipien der Kollaboration“, die Pétain im Dezember 1940 vorstellte. La Rocques Haltung zu den antisemitischen Gesetzen des Vichy-Regimes blieb zweideutig. Andererseits äußerte er sich selbst antisemitisch, unter anderem unterstützte er in dem Artikel La question juive en métropole et en Afrique du Nord („Die Judenfrage im Mutterland und in Nordafrika“) im Le Petit Journal vom 5. Oktober 1940 den Entzug der französischen Staatsbürgerschaft für die sephardischen Juden Nordafrikas, die diese seit dem Décret Crémieux von 1870 besaßen. Die Verschärfung der Rassegesetze lehnte er jedoch ab; von Radikalen wurde ihm sogar vorgeworfen, seine Zeitung mithilfe von Geldern eines „jüdischen Konsortiums“ gegründet zu haben.
Seine grundsätzliche Einstellung zur Kollaboration änderte sich im September 1942, als er erklärte, die Kollaboration sei „unvereinbar mit der Besatzung“ und mit dem Réseau Alibi in Kontakt trat, das Verbindungen zum britischen Geheimdienst unterhielt. Damit näherte er sich der Résistance an und gründete das Widerstandsnetzwerk Réseau Klan. La Rocque lehnte die Gesetze zum Service du travail obligatoire ab, der junge Franzosen zum Arbeitsdienst im Deutschen Reich zwangsverpflichtete und verbot Mitgliedern der PSF die Mitgliedschaft in der LVF oder in der Milice française.
Am 9. März 1943 wurde er in Clermont-Ferrand von Einheiten der Sicherheitspolizei festgenommen; zeitgleich wurden in Paris 152 Mitglieder der PSF verhaftet. Er wurde zunächst nach Eisenberg und dann in das Schloss Itter gebracht, wo er u. a. gemeinsam mit dem ehemaligen Ministerpräsidenten Édouard Daladier und den Generälen Maurice Gamelin und Maxime Weygand gefangen gehalten wurde. Wegen einer Erkrankung wurde er in ein Krankenhaus nach Innsbruck verbracht und am 8. Mai 1945 von US-Soldaten befreit. Er kehrte nach Frankreich zurück und wurde kurzzeitig inhaftiert, um ihn von politischen Aktivitäten fernzuhalten, vor allem von den Verhandlungen des Conseil national de la Résistance. Nach seiner Freilassung wurde er unter Hausarrest gestellt und starb am 28. April 1946.
Während er heute vor allem von englischsprachigen Historikern als Vertreter des französischen Faschismus angesehen wird, sieht ein Teil der französischen Forschung ihn eher Nationalkonservativen und Vordenker der großen Nachkriegsparteien der „republikanischen Rechten“ wie dem christdemokratischen Mouvement républicain populaire oder dem Gaullismus.